# Grejs
Grejs er en lille by i Sydjylland med 1.536 indbyggere  (2025). Grejs er beliggende ved Østjyske Motorvej syv kilometer nord for Vejle. Byen tilhører Vejle Kommune og er beliggende i Region Syddanmark.
Den hører til Grejs Sogn og Grejs Kirke ligger i byen.

## Historie
Landsbyen nævnes første gang i kilderne i 1325 som ”Greese”. Stednavnet tyder på, at Grejs blev bygget i en stor græseng. I 1688 havde landsbyen hele 18 gårde samt 2 huse med jordtilliggender. I 2008 boede der 909 personer i Grejs.

## Faciliteter
Grejs har sin egen børnehave, Paddehatten, som blev bygget i 2005 og er en integreret institution med 34 vuggestuebørn og 78 børnehavebørn (2019).
I byen ligger også Grejs Friskole. Friskolen bygger på Grundtvig og Kolds tanker om skolen og menneskelivet, og skolen har 181 elever (2018/2019).